# メッシーナ・トラム
メッシーナ・トラム（イタリア語: Tranvia di Messina）は、イタリア・シチリア島の都市・メッシーナの路面電車（ライトレール）。2003年に開通した、メッシーナを南北に結ぶ路線で、2024年現在は路線バスと共にメッシーナ市が所有するメッシーナ市交通公社（Azienda Trasporti di Messina、ATM）によって運営されている。

## 概要
シチリア島の都市・メッシーナにはかつて1917年に開通した路面電車（メッシーナ市電）が存在したが、1951年までに廃止された。その後、1996年にメッシーナ市内を南北に結ぶ新たな路面電車を建設する計画が動き出し、1999年から工事が開始された。しかし、その後の試運転を始めとした開通へ向けた動きは当初の計画から遅れ、営業運転を開始したのは2003年4月3日であった。その後、2009年4月には南側の終点がガッツィ（Gazzi）まで延伸されている。
運行開始当初は好調な実績を記録していたが、メッシーナや運営組織のメッシーナ市交通公社自体の財政難により路面電車は資金難に陥り、多くの車両が予備部品の不足から一時的に運行から離脱した。その結果2018年にはメッシーナ市長が廃止を提言する事態になったものの、中央政府からの追加資金交付により、2024年現在もメッシーナ市内には路面電車の路線が維持されている。また、2022年以降は車両や施設の大規模な改修工事が進められている。

## 路線
2024年現在、メッシーナ市内にはアンヌンツィアータ地区（Annunziata）の博物館バスターミナル（Terminal Museo）とガッツィ地区のZIRバスターミナル（Terminal ZIR）を結ぶ全長7.7 kmの路面電車（ライトレール）の区間が存在する。全区間の所要時間は40分で、系統名の「28号線」は開通前まで同区間を運行していた路線バスから継承したものである。

## 車両
メッシーナ・トラムで使用されているのは、フィアットの鉄道部門であったフィアット・フェッロヴィアリアが開発し、同部門買収後はアルストムによって展開された超低床電車のシティウェイである。台車を有する車体が台車が無いフローティング車体を挟み込む編成を組む、全長22 m級の5車体連接車（両運転台）で、車内全体が床上高さ320 mmの低床構造となっている。
合計15両が導入されたが、前述のように予備部品や資金の不足により多くの車両が運用を離脱する事態となった。その後、2022年から車体の塗装変更や電気機器の交換といった大規模な改修工事が実施されているが、2024年時点で工事が完了し営業運転に用いられている車両は6両のみであり、それ以外は予備部品確保を目的に車庫へ留置されている。また、この工事に合わせて車両番号の表記が変更されている（01T - 15T→T01 - T15）。

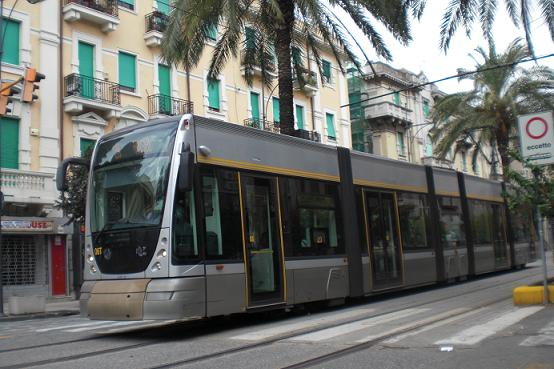
導入当初の「シティウェイ」（06T）（2009年撮影）
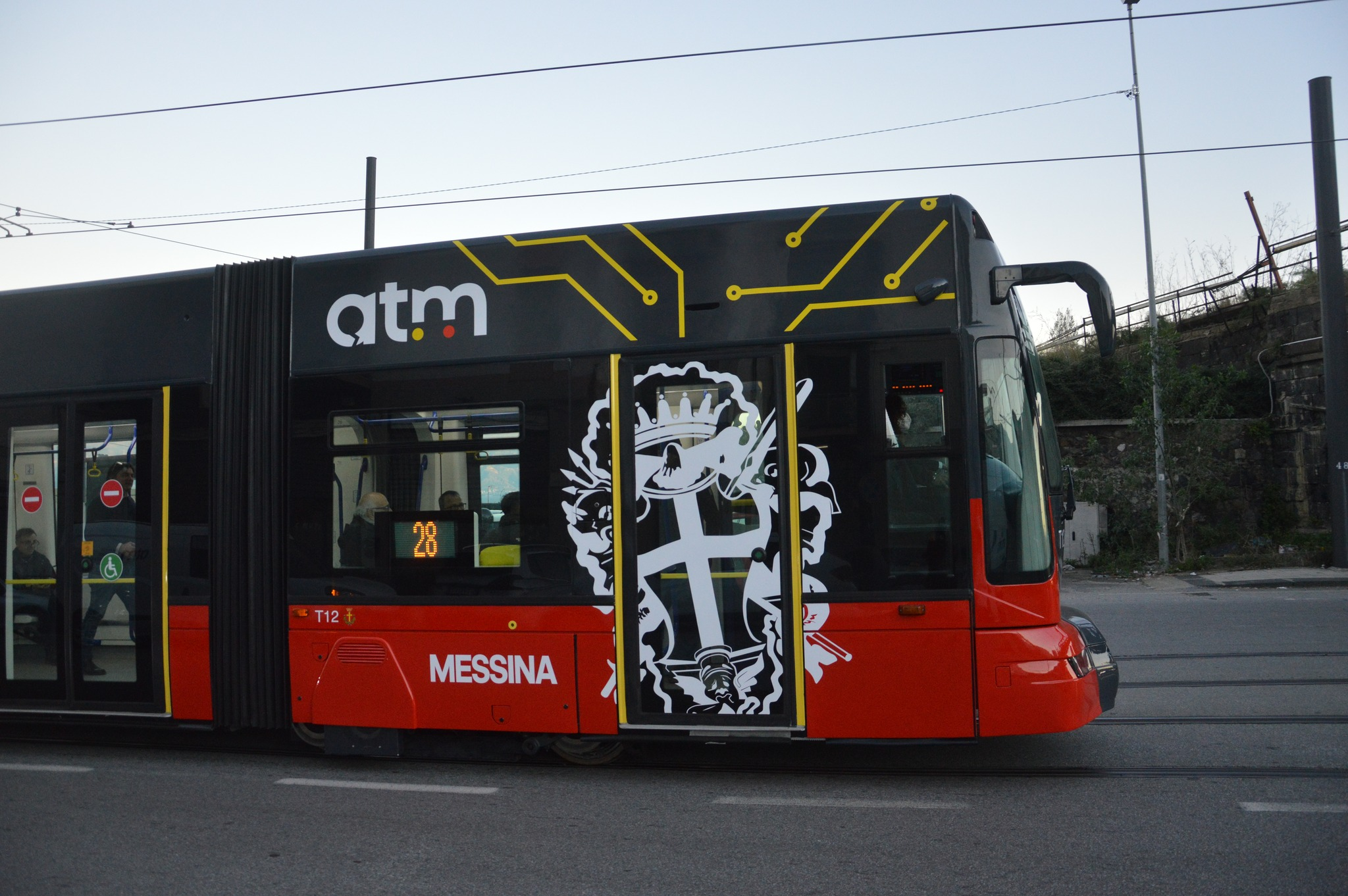
車体更新後のシティウェイ（T12）（2022年撮影）